# Buco-Zau
Buco-Zau è una municipalità  dell'Angola appartenente alla provincia di Cabinda. Ha 40.019 abitanti (stima del 2006).
Il capoluogo è Buco-Zau.

## Comuni
- Buco-Zau
- Inhoca
- Necuto
- Tando-Zinze